# Municipio Jacura
Jacura es uno de los 25 municipios que forman parte del Estado Falcón, Venezuela. Su capital es la población de Jacura. Tiene una superficie de 1842 km² y se estima que para 2010 su población sea de 13 998 habitantes. Este municipio está conformado por 3 parroquias; Agua Linda, Araurima y Jacura.
La jurisdicción está ubicada al este del Estado Falcón, sus límites son: Norte: Municipio Píritu. Este: Municipios San Francisco y Cacique Manaure. Sur: Municipio Monseñor Iturriza, y oeste: los Municipios Unión y Petit. Su economía es predominantemente agrícola, 139 931 hectáreas son aptas para esta actividad, representando el 10,76 % de la superficie agrícola de Falcón. Por su parte la ganadería bovina de doble propósito, es decir, leche y carne también son fundamentales en la economía del municipio.

## Historia
La porción territorial que hoy ocupa el Municipio Jacura a partir del 27 de abril de 1904 pasó a ser parte del territorio Acosta y el 12 de septiembre de 1989 se crea el Municipio Jacura como entidad político-territorial autónoma; con personalidad jurídica y régimen representativo ejercido por su alcaldía, por segregación de los municipios Manaure, Jacura, San Francisco y Acosta.

## Geografía

### Organización parroquial
| Parroquia        | Superficie | Población   | Densidad      |
| ---------------- | ---------- | ----------- | ------------- |
| Agua Linda       | km²        | hab.        | hab./km²      |
| Araurima         | km²        | hab.        | hab./km²      |
| Jacura           | km²        | hab.        | hab./km²      |
| Municipio Jacura | 1.842 km²  | 11.500 hab. | 6,24 hab./km² |

## Política y gobierno

### Alcaldes
| Período     | Alcalde                  | Partido político / Alianza | % de votos | Notas |
| ----------- | ------------------------ | -------------------------- | ---------- | --- |
| 1989 - 1992 | Osnaldo Sánchez          | AD                         | 60,54      | Primer alcalde bajo elecciones directas                                                                                |
| 1992 - 1995 | Wilfredo Rico            | COPEI                      | 51,12      | Segundo alcalde bajo elecciones directas                                                                               |
| 1995 - 2000 | Wilfredo Rico            | COPEI                      | -          | Reelecto (se realizaron elecciones generales adelantadas en el 2000 debido a la aprobación de la Constitución de 1999) |
| 2000 - 2004 | Ángel Coronel            | COPEI                      | 35,30      | Tercer alcalde bajo elecciones directas                                                                                |
| 2004 - 2008 | Cristóbal Onofre Jiménez | MVR                        | 47,23      | Cuarto alcalde bajo elecciones directas                                                                                |
| 2008 - 2013 | Cristóbal Onofre Jiménez | PSUV                       | 43,69      | Reelecto (se postergan 1 año las elecciones municipales pautadas para finales del 2012)                                |
| 2013 - 2017 | Wilfredo Rico            | COPEI MUD                  | 36,13      | Quinto alcalde bajo elecciones directas                                                                                |
| 2017 - 2021 | Luis Bello               | PSUV                       | 98,28      | Sexto alcalde bajo elecciones directas                                                                                 |
| 2021 - 2025 | Luis Bello               | PSUV                       | 44,66      | Reelecto |

### Concejo municipal
Período 1989 - 1992
| Concejales:        | Partido político / Alianza |
| ------------------ | -------------------------- |
| Ana Reyes de Muñoz | AD                         |
| Antonio Rico       | AD                         |
| Julio Coronel      | AD                         |
| Wilfredo Rico      | COPEI                      |
| Isidro José Matos  | COPEI                      |

Período 1992 - 1995
| Concejales:        | Partido político / Alianza |
| ------------------ | -------------------------- |
| Luis Colina        | COPEI                      |
| Jorge Primera      | COPEI                      |
| Angel Coronel      | COPEI                      |
| Julio Coronel      | AD                         |
| Ana Reyes de Muñoz | AD                         |

Período 1995 - 2000
| Concejales:        | Partido político / Alianza |
| ------------------ | -------------------------- |
| Luis Colina        | COPEI                      |
| Angel Coronel      | COPEI                      |
| Jhonny García      | COPEI                      |
| Fidel Mecan        | AD                         |
| Enrique Montenegro | AD                         |

Período 2013 - 2018
| Concejales        | Partido político / Alianza |
| ----------------- | -------------------------- |
| Francisco Camacho | MUD                        |
| Jorge Herrera     | MUD                        |
| Miguel García     | MUD                        |
| Matilde Páez      | PSUV                       |
| José Milian       | PSUV                       |

Período 2018 - 2021
| Concejales      | Partido político / Alianza |
| --------------- | -------------------------- |
| José Milian     | PSUV                       |
| Luis Bello      | PSUV                       |
| Vanesa Sánchez  | PSUV                       |
| Wuilmer Ramones | PSUV                       |
| Idania Romero   | PSUV                       |

Periodo 2021 - 2025
| Concejales:     | Partido político / Alianza |
| --------------- | -------------------------- |
| Julio Peña      | PSUV                       |
| Carmen Moisan   | PSUV                       |
| Juana Pérez     | PSUV                       |
| Jhohendry Lopez | PSUV                       |
| Miguel García   | COMPA                      |